# Yevda Abramov
Pour les articles homonymes, voir Abramov.
Yevda Sasunovitch Abramov (en Azerbaïdjanais: Yevda Sasunoviç Abramov; 12 juin 1948 - 6 décembre 2019) est un homme politique azerbaïdjanais. Il est membre de l'Assemblée nationale d'Azerbaïdjan de 2005 jusqu'à sa mort en 2019 et vice-président de la commission des droits de l'homme de l'Assemblée nationale azerbaïdjanaise. Abramov était un juif des montagnes, représentant une partie de la communauté juive azerbaïdjanaise.

## Vie
Né dans le village de Qırmızı Qəsəbə de Quba, le 12 juin 1948, Yevda Abramov est issu des racines Cohen, une famille juive d'Iran. Son père était un ancien chef et guide spirituel de la communauté juive d'Azerbaïdjan. L'histoire connue de sa famille, vieille de 750 ans, remonte à Chamakhi, à environ 250 km au nord-ouest de Bakou. En 1902, lorsqu'un tremblement de terre frappe la ville, de nombreux Juifs survivants sont partis pour Quba. Son père est parti combattre pendant la Seconde Guerre mondiale contre l'Allemagne nazie.
Yevda Abramov est diplômé de la faculté d'histoire de l'Institut pédagogique d'État d'Azerbaïdjan. Il parle couramment l'azéri, le russe, le turc et le persan. Depuis 1971, il est enseignant et directeur adjoint d'une école secondaire de la région de Quba et depuis 1987, il est président du comité exécutif et enseignant du secondaire à Krasnaya Sloboda, une ville juive de Quba. En 2000, il est élu président de la municipalité de Krasnaya Sloboda.
De 1986 à 1999, il fait de la politique régionale avant de rejoindre le parti présidentiel de  Nouvel Azerbaïdjan. Le 6 novembre 2005, il a été élu député de la circonscription n ° 53 de Quba-Qusar. Au Parlement, il a été vice-président de la Commission permanente du Milli Mejlis sur les droits de l'homme; chef du groupe de travail Azerbaïdjan-Israël sur les relations interparlementaires; chef des groupes de travail Azerbaïdjan-Argentine, Azerbaïdjan-Cuba et Azerbaïdjan-Russie sur les relations interparlementaires.
Il est partisan de la création d'un coin dédié au génocide azerbaïdjanais par les Arméniens dans le plus grand musée de l'Holocauste.

## Vie privée
Yevda Abramov est marié et père de quatre enfants. Trois de ses enfants vivent en Israël et l'un de ses fils est officier dans l'armée israélienne.
Abramov meurt à Bakou le 6 décembre 2019 à l'âge de 71 ans.